# Crepidorhopalon scaettae
Crepidorhopalon scaettae är en tvåhjärtbladig växtart som först beskrevs av Pierre Staner, och fick sitt nu gällande namn av Eb. Fischer. Crepidorhopalon scaettae ingår i släktet Crepidorhopalon och familjen Linderniaceae. Inga underarter finns listade i Catalogue of Life.